# Partido Unionista (Guatemala, 1920)
El Partido Unionista fue un efímero partido político guatemalteco fundado y disuelto en la década de 1920.

## Historia

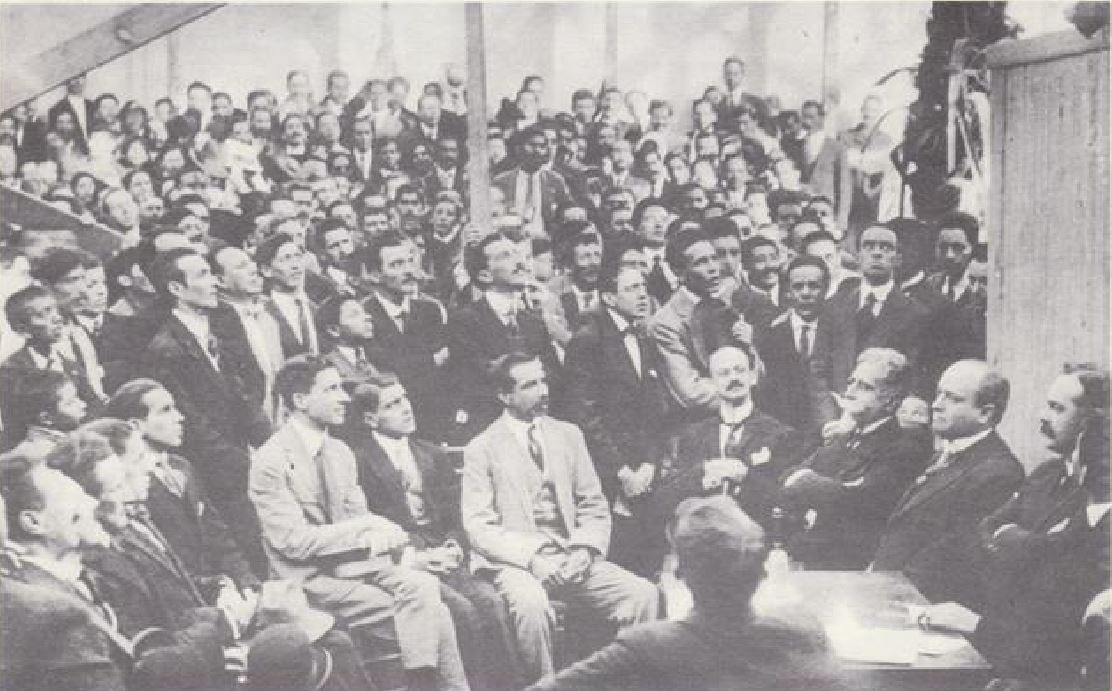
Fotografía tomada en la «Casa del Pueblo» en diciembre de 1919, al momento de firmar el Acta de los Tres Dobleces. Se observa a los líderes conservadores de Guatemala sentados al frente de la fotografía: primero de derecha a izquierda, el Dr. Julio Bianchi y tercero de derecha a izquierda, el ciudadano José Azmitia.

Tras el exilio de su primo, el dirigente conservador Manuel Cobos Batres consiguió entusiasmar a los destacados conservadores José Azmitia, Tácito Molina, Eduardo Camacho, Julio Bianchi y Emilio Escamilla en la formación de un partido que se rebelara contra el férreo gobierno de Estrada Cabrera. El partido inició su actividad política con el apoyo de muchos sectores, entre los que destacaron los estudiantes de la Universidad Estrada Cabrera y los obreros de la capital, quienes, dirigidos por Silverio Ortiz, fundaron el Comité Patriótico de Obreros.
El nuevo partido se llamó Unionista, a propuesta de Tácito Molina, para diferenciarlo tanto del Partido Liberal como del Conservador y reunir en sus filas a todos aquellos «hombres de buena voluntad, amantes de la libertad y la democracia, y con el ideal de la unión centroamericana». La primera sede oficial del partido, inaugurada en 1920, fue una casa propiedad de la familia Escamilla situada en la esquina sudeste de la 4.ª avenida y la 12 calle de la zona 1, la cual fue pronto conocida como la «Casa del Pueblo». Tácito Molina fue también el encargado de redactar el acta de fundación del partido, que suscribieron cincuenta y un ciudadanos el 25 de diciembre de 1919 y llegó a ser conocida como el Acta de los Tres Dobleces, ya que las firmas se añadieron en una hoja de papel doblada tres veces; el documento se hizo circular en la capital hasta el 1 de enero de 1920, depositando copias por debajo de la puerta de cada casa.
Desde un principio se convino entre los conservadores que formaron el partido unionista que ninguno aparecería como jefe del partido, siendo todos sus actos realizados en nombre de la junta directiva. La presidencia de las sesiones se desempeñaría por rotación, y ni aun la composición misma de la directiva era constante, pues con frecuencia se llamaba a alguno de los suplentes para completar el número de siete directore, lo que obedecía a tres razones:
- Tácito Molina Izquierdo, director jurídico del movimiento, insistió siempre en evitar el caudillaje en el nuevo partido.
- Sin una cabeza visible, sería más difícil para el Gobierno de Estrada Cabrera atacar al partido.
- En previsión de posibles bajas entre sus miembros, los conservadores tenían un numeroso contingente de suplentes, compuesto principalmente de representantes obreros de la ciudad.[5]

El partido tenía aproximadamente cincuenta directores potenciales de reserva.